# Sean Blakemore
Sean Blakemore (Saint Louis (Missouri), 10 augustus 1967) is een Amerikaans acteur.

## Biografie
Blakemore werd geboren in Saint Louis (Missouri) in een gezin van zeven kinderen. In 1998 verhuisde hij naar Los Angeles voor zijn acteercarrière.
Blakemore begon in 1996 met acteren in de film Soul of the Game, waarna hij nog meerdere rollen speelde in films en televisieseries. Hij is vooral bekend van zijn rol als Shawn Butler in de televisieserie General Hospital waar hij in 242 afleveringen speelde (2011-2016). Voor deze rol werd hij in 2012 genomineerd voor een Daytime Emmy Award in de categorie Uitstekende Acteur in een Bijrol in een Dramaserie.
Blakemore is in 2010 getrouwd.

## Filmografie

### Films
Uitgezonderd korte films.
- 2020 Close Up - als sheriff Griff
- 2019 Ad Astra - als Willie Levant
- 2018 One Crazy Christmas - als Glen
- 2018 Spinning Man - als Killian
- 2016 Diva Diaries - als Derrick
- 2016 Cursed Angel - als John Washington
- 2016 Pet - als rechercheur Meara
- 2015 Fear Files - als Lockwood Masters
- 2014 The Fright Night Files - als Lockwood Masters
- 2013 Star Trek Into Darkness – als Klingon
- 2011 Church Girl – als Jacob
- 2010 Butterfly Rising – als Jacob
- 2008 Belly 2: Millionaire Boyz Club – als politiefotograaf
- 2008 Columbus Day – als officier Walters
- 2007 Blackout – als James
- 2007 Young Cesar – als ??
- 2007 Motives 2 – als Brandon Collier
- 2006 Hot Tamale – als Dewayne Longfellow
- 2006 Restraining Order – als Dontae McNeil
- 2004 Motives – als Brandon
- 2004 Woman Thou Art Loosed – als Pervis
- 2003 Momentum – als politieagent
- 2003 Keepin' It Real – als Richard
- 2002 Dahmer – als Corliss
- 2002 Big Ain't Bad – als Ric
- 2000 Playing with Fire – als Eric Konadu
- 1996 Soul of the Game – als man van Grace

### Televisieseries
Uitgezonderd eenmalige gastrollen.
- 2022-2023 All Rise - als André Armstrong - 7 afl.
- 2023 Cruel Summer - als sheriff Jack Myer - 8 afl.
- 2011-2022 General Hospital – als Shawn Butler – 292 afl.
- 2018-2020 Greenleaf - als Phil - 19 afl.
- 2018 13 Reasons Why - als mr. Cole - 2 afl.
- 2017-2018 The Quad - als Eugene Hardwick - 17 afl.
- 2017 American Crime - als Reggie Pollard - 3 afl.
- 2016 Devious Maids - als James Hamilton - 4 afl.
- 2015-2016 CSI: Cyber - als directeur Silver - 6 afl.
- 2016 Bosch - als John Felton - 3 afl.
- 2010 Stargate Universe – als Reginald Greer – 2 afl.
- 2008-2009 Days of our Lives – als Peter / Barney Bateman – 3 afl.
- 2008-2009 Bones – als Grayson Barasa – 2 afl.
- 2004 The Young and the Restless – als Ben – 4 afl.

- Virtual International Authority File: 32315488